# No Child Left Behind Act

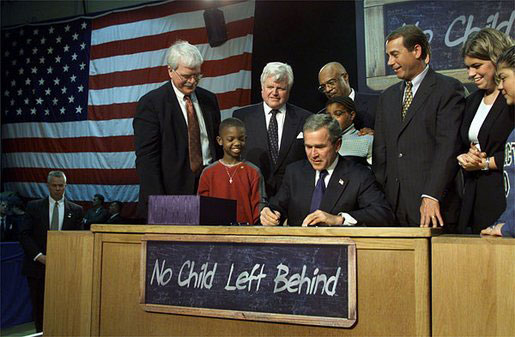
Präsident George W. Bush unterzeichnet den NCLB während eines öffentlichen Auftritts an der Hamilton High School in Hamilton, Ohio. Dabei stehen hinter ihm (von links) George Miller (demokratischer Repräsentant von Kalifornien), Edward Kennedy (demokratischer Senator von Massachusetts), Rod Paige (republikanischer US-Bildungsminister), John Boehner (republikanischer Repräsentant von Ohio). Nicht im Bild: Judd Gregg (republikanischer Senator von New Hampshire)

Der No Child Left Behind Act (NCLB, deutsch Kein-Kind-wird-zurückgelassen-Gesetz) war ein Bildungsgesetz, das die Qualität der öffentlichen Schulen der Vereinigten Staaten verbessern sollte. Das Gesetz geht auf eine Gesetzesinitiative des US-Präsidenten George W. Bush zurück und trat im Januar 2002 in Kraft. 
Das Gesetz wurde am 10. Dezember 2015 durch den Every Student Succeeds Act ersetzt.

## Ziele
Ziel dieses Gesetzes war es, mehr Geld in Bildung zu investieren sowie den einzelnen Schulen mehr Verantwortung zuzusprechen. Zu diesem Zweck wurden flächendeckende Schulleistungstests eingeführt. Schulen, die bei diesen Tests schlecht abschneiden, werden sanktioniert. Weiterhin sollen die Eltern mehr Verantwortung für die Ausbildung ihres Kindes wahrnehmen. Dies soll dadurch erreicht werden, dass man den Eltern die freie Wahl der Schule überlässt, die ihr Kind besuchen soll. Wenn die staatliche Schule den Ansprüchen nicht genügt, können sie ihre Kinder mit Bildungsgutscheinen in andere staatliche Schulen einkaufen, einen Privatlehrer engagieren oder diese in Charter Schools schicken.
Ein weiteres Ziel war, den Zugriff des Militärs auf Daten der Schüler zum Zwecke einer Rekrutierung zu erleichtern. Dazu werden die am Programm teilnehmenden Schulen durch Abschnitt 9528 des Gesetzes verpflichtet, ihre Schülerlisten den Rekrutierungsbüros des Verteidigungsministeriums zu übermitteln.

## Kritik
Das Programm geriet in die Kritik, weil versprochene Finanzierungshilfen seitens der Regierung ausblieben. Ebenfalls wurden Zweifel an der Qualität der Testverfahren laut. Manche Lehrer befürchteten, dass mehr Zeit mit Testvorbereitungen verbracht würde als mit Lernen.
Es wurde befürchtet, dass durch das System der Bildungsgutscheine, Privatlehrer und Charter Schools Geld privaten Schulen zufließen würde, das ursprünglich zur Verbesserung der Finanzierung staatlicher Schulen vorgesehen war.